# Erwin Töllner
Erwin Töllner (* 18. März 1906 in Urdenbach bei Düsseldorf; † 21. Februar 1984 in Hannover) war ein deutscher Architekt.

## Leben

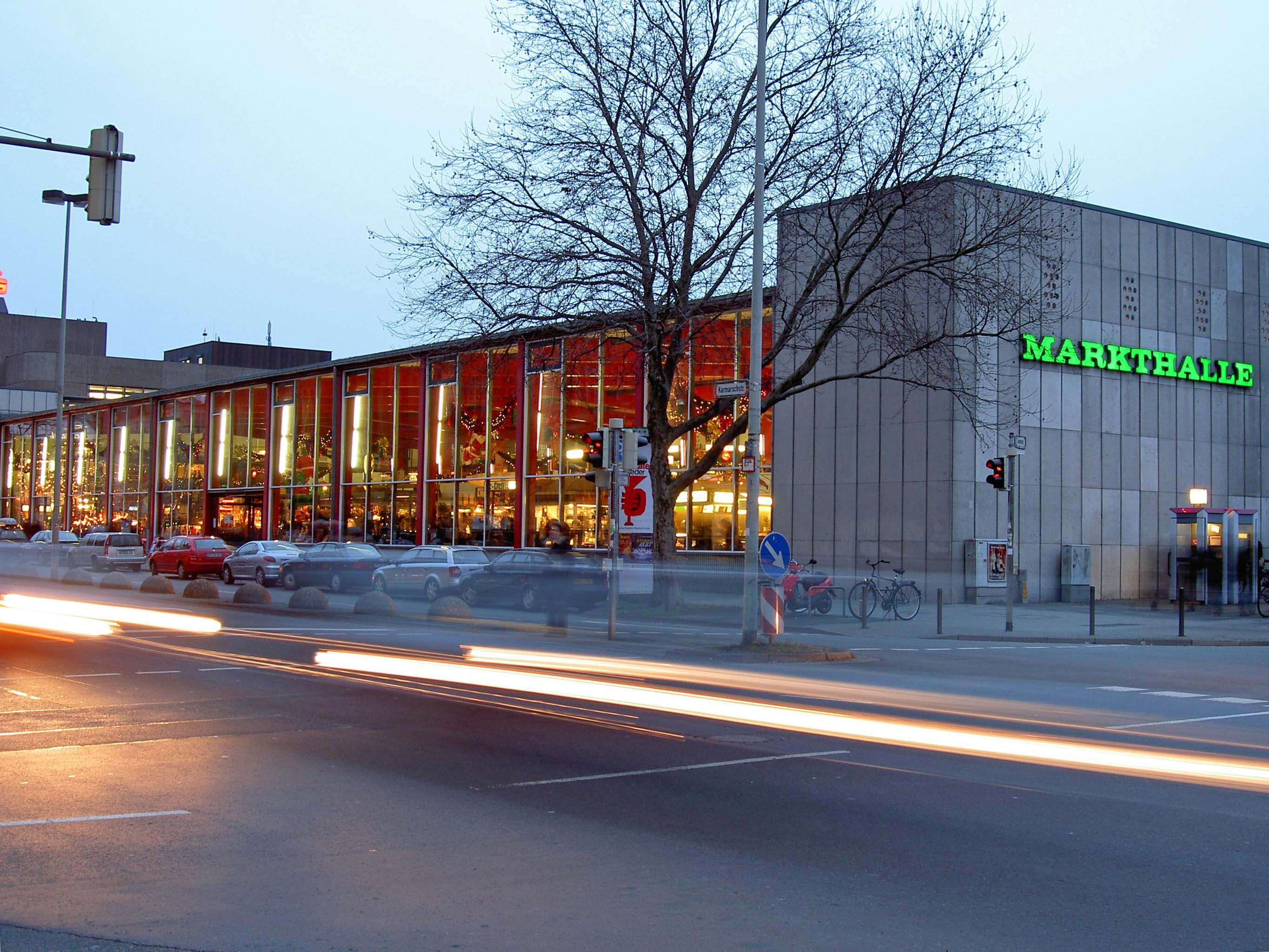
1. Preis für Erwin Töllner nach einem Architektenwettbewerb: Die 1955 realisierte Markthalle von Hannover

Die Familie von Erwin Töllner siedelte 1912 nach Hannover über, wo Töllner die damalige Realschule in der Kestnerstraße besuchte. Nach dem Maturum nahm er in Hildesheim das Studium des Hochbaus an der dortigen Staatsbauschule auf, ging dann aber weiter nach Frankfurt am Main, wo er 1925 das Abschlussexamen als Ingenieur des Hochbaufaches bestand.
Von 1925 bis 1930 arbeitete Töllner in seinem erlernten Beruf als Angestellter Hochbauamt der Stadt Frankfurt am Main, seinerzeit geleitet vom „Stadtrat für Bauwesen“ Ernst May. Mit May und einer Gruppe anderer Architekten ging Töllner 1930 nach Moskau, wo er an den Siedlungs-Planungen unter anderem für die Industriestädte Magnitogorsk, Stalinsk und Leninakan mitwirkte.
Nach seiner Rückkehr nach Hannover im Jahr 1934 arbeitete Töllner zunächst im Büro des BDA-Architekten Wilhelm Kröger, dann bei den BDA-Architekten Brüder Siebrecht.
Nach dem Zweiten Weltkrieg nahm Erwin Töllner mit Genehmigung der Britischen Militärbehörden eine selbständige Tätigkeit auf und wurde am 10. Juli 1947 ebenfalls in den Bund Deutscher Architekten aufgenommen. Dort leitete er als Vorstandsmitglied von 1951 bis 1962 für mehr als ein Jahrzehnt die hannoversche Ortsgruppe des BDA.
Im Architektenwettbewerb für die Markthalle erhielt Töllner den 1. Preis; sein Entwurf wurde 1955 realisiert. Das Gebäude wurde 1990 bis 1991 in Teilen durch das Architekturbüro Bertram Bünemann Partner verändert.
Erwin Töllner starb 1984 in Hannover.

## Werke (Auswahl)

### Bauten
- 1947–1948: Bau des Auslieferungslagers für die Keksfabrik Bahlsen in Frankfurt am Main;[1]
- 1950–1952, gemeinsam mit Hans Jaeckel, Georg Seewald, Karl Siebrecht und Ernst Zinsser: Wohnsiedlung Rund um die Kreuzkirche (im Kreuzkirchenviertel);[1]
- 1952–1953: Hanomag-Siedlung in Ricklingen;[1]
- 1954: Wohnhausblock in der Lilienstraße, Hannover;[1]
- 1955: Markthalle an der Karmarschstraße Ecke Leinstraße,[1] 1990–1991 durch Bertram Bünemann Partner verändert;[2]
- 1957: eigenes Wohnhaus Franziusweg 25, Hannover;[1]
- 1957–1958: Großmarkt Hannover, Am Tönniesberg;[1]
- 1959–1960: Wohn- und Geschäftshaus E. Hölscher an der Walsroder Straße, Langenhagen;[1]
- 1959–1960: Werkstätten, Sozialgebäude und Lager am Kugelfangtrifft für die Stadtwerke Hannover;[1]
- 1959–1960: Wohn- und Geschäftshaus an der Goethestraße Ecke Leibnizufer, Hannover (später verändert);[1]
- 1960–1961: Großmarkt Bremen, Bremen;[1]
- 1962–1963: Haus der Christengemeinschaft Hannover, Plathnerstraße 35, Hannover;[1]
- 1963–1964: Hochhaus an der Kugelfangtrifft, Hannover[1]

### Schriften
- E. Töllner et al.: Landwirtschaftliches Zentrum Hannover. Vorprojekt, 4 Hefte, Hannover: Bauverwaltung:
  - Nr. 1: Der Obst- und Gemüsemarkt auf dem Tönniesberg, 69 Seiten, 1951
  - Nr. 2: Der Nutzviehhof, 1953;
  - Nr. 3: Zeichnungen und Fotos, 1953;
  - Nr. 4: Kostenvoranschläge. Rentabilitätsberechnung 1. Bauabschnitt zum Nutzviehhof, 1953.